# 19731 Tochigi
19731 Tochigi è un asteroide della fascia principale. Scoperto nel 1999, presenta un'orbita caratterizzata da un semiasse maggiore pari a 3,1923885 UA e da un'eccentricità di 0,1056962, inclinata di 15,43896° rispetto all'eclittica.